# Verre dépoli
Ne doit pas être confondu avec Dépoli.

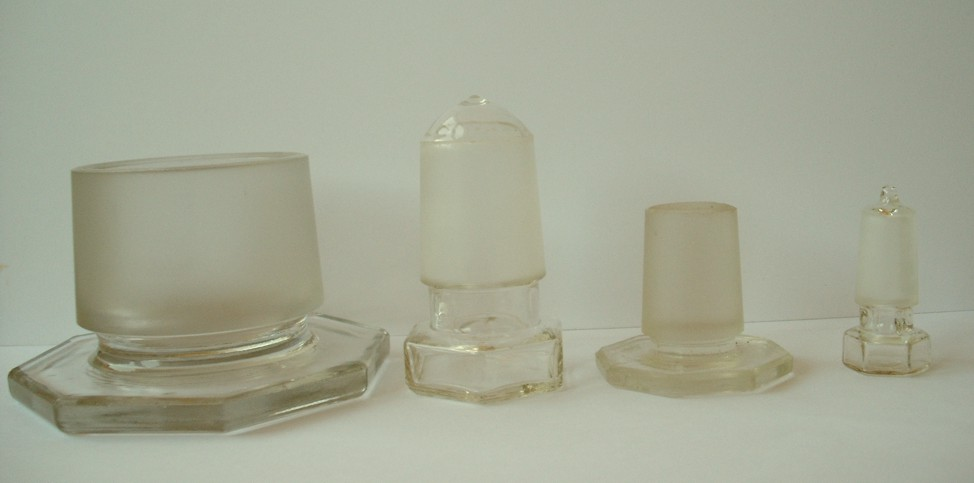
Photo de bouchons en verre dépoli.

Un verre dépoli est un objet de verre comportant d'infimes aspérités le privant de la transparence naturelle du verre. Il est utilisé quand une transparence complète présente des inconvénients ainsi que pour des motifs esthétiques. Quand les aspérités sont de taille plus importante, une rugosité apparaît en donnant une apparence différente, granitée.

## Historique
Le verre dépoli a succédé au verre cannelé. 

## Production
À partir du verre ordinaire, le verre dépoli a été produit par le pouvoir d'abrasion d'une poudre de grès. Une variante de verre dépoli a été réalisée par application de couches d'émail et chauffage, des motifs pouvant être obtenus par enlèvement de cet émail. 
Au XIXe siècle, des globes de lampe étaient dépolis par le long frottement d'un mélange d'émeri et de gravier agité avec chaque globe enfermé dans une caisse tournée le temps nécessaire.

## Utilisation
La verrerie utilisée en chimie a souvent des bords dépolis. Ces verres sont dits rodés. Le rodage permet un ajustage hermétique des pièces de verre entre elles (tubes, récipients, bouchons).